# دیتمار مردتر
دیتمار مردتر (انگلیسی: Dietmar Mürdter; ۴ اکتبر ۱۹۴۳ – ۲۸ آوریل ۲۰۰۳) بازیکن فوتبال اهل آلمان بود.
از باشگاه‌هایی که در آن بازی کرده‌است می‌توان به باشگاه فوتبال بایر ۰۴ لورکوزن و باشگاه فوتبال کلن اشاره کرد.